# Fi Sagittarii
Fi Sagittarii (φ  Sagittarii, förkortat Fi Sgr, φ  Sgr) som är stjärnans Bayerbeteckning, är en underjättestjärna belägen i den mellersta delen av stjärnbilden Skytten. Den har en skenbar magnitud på 3,17 och är klart synlig för blotta ögat. Baserat på parallaxmätning inom Hipparcosuppdraget på ca 13,6 mas, beräknas den befinna sig på ett avstånd av ca 239 ljusår (ca 73 parsek) från solen.

## Nomenklatur
I stjärnkatalogen i Al Achsasi al Mouakket-kalendern, benämndes denna stjärna Aoul al Sadirah, som översattes till latin som Prima τού al Sadirah, vilket betyder första återkommande strutsen.
Fi Sagittarii, tillsammans med Gamma Sagittarii, Delta Sagittarii, Epsilon Sagittarii, Zeta Sagittarii, Lambda Sagittarii, Sigma Sagittarii och Tau Sagittarii ingår i asterismen Tekannan. Fi Sagittarii, Sigma Sagittarii, Zeta Sagittarii, Chi Sagittarii och Tau Sagittarii var Al Na'ām al Ṣādirah (النعم السادرة), de återkommande strutsarna.
Enligt stjärnkatalogen i tekniska memorandum 33-507 - A Reduced Star Catalog Containing 537 Named Stars, var Al Na'ām al Ṣādirah eller Namalsadirah ursprungligen namnet för fyra stjärnor: Fi Sagittarii som Namalsadirah I, Tau Sagittarii som Namalsadirah II, Chi1 Sagittarii som Namalsadirah III och Chi2 Sagittariisom Namalsadirah IV.

## Egenskaper
Fi Sagittarii är en blå till vit underjättestjärna av spektralklass B8.5 III till B7 IV, med luminositetsklass III som anger att den är en jättestjärna medan klass IV anger att den fortfarande är en underjättestjärna. Båda representerar stadier i utvecklingen av en stjärna efter det att den har förbrukat vätet i dess kärna. Den har en massa som är ca fyra gånger större än solens massa, en radie som 4,8 gånger så stor som solens och utsänder från dess fotosfär ca 475 gånger mera energi än solen vid en effektiv temperatur på ca 15 000 K.
Tidigare registrerades Fi Sagittarii som en spektroskopisk dubbelstjärna och en följeslagare detekterades genom ockultationer. Den är dock sannolikt en ensam stjärna och närliggande stjärnor är endast optiskt anslutna.